# William Mapother
William Reibert Mapother Jr. (ur. 17 kwietnia 1965 w Louisville) – amerykański aktor. Wcześniej pracował jako nauczyciel. Kuzyn amerykańskiego aktora Toma Cruise’a. Odtwórca roli Ethana Roma w serialu Zagubieni.

## Filmografia
- 1989: Urodzony 4 lipca jako Platoon – Vietnam
- 1998: Przed metą jako Bob Peters
- 1999: Magnolia jako WDKK director's jakosistant
- 2000: CSI: Kryminalne zagadki Las Vegas jako Douglas Sampson
- 2000: Mission: Impossible II jako Wallis
- 2001: U progu sławy jako barman (scenę z jego udziałem wycięto)
- 2001: Kod dostępu jako Gabriel's crew
- 2001: Vanilla Sky jako clubgoer
- 2001: Za drzwiami sypialni jako Richard Strout
- 2002: Raport mniejszości jako Hotel clerk
- 2004: The Grudge – Klątwa jako Matthew
- 2004–2010: Zagubieni jako Ethan Rom
- 2005: Królowie Dogtown jako Donnie
- 2005: Przeprowadzka McAllistera jako Bob
- 2005: Searching for Mickey Fish jako Steve
- 2005: Threshold jako Gunneson
- 2005: The Inside jako Ronald Ewing
- 2005: Zodiak jako Dale Coverling
- 2006: World Trade Center jako Marine
- 2009: Skazany na śmierć jako Chris Franco